# Giro d'Italia Ciclocross 2015-2016
De Giro d'Italia Ciclocross 2015-2016 was het 8ste seizoen van het regelmatigheidscriterium in het veldrijden. De Giro d'Italia Ciclocross werd georganiseerd door A.S.D. Romano Scotti en bestond uit 5 crossen in Italië. 

## Puntenverdeling
De top vijftien ontving punten aan de hand van de volgende tabel:
| Positie | 1  | 2  | 3  | 4  | 5  | 6  | 7  | 8 | 9 | 10 | 11 | 12 | 13 | 14 | 15 |
| Punten  | 30 | 26 | 22 | 19 | 16 | 13 | 11 | 9 | 8 | 6  | 5  | 4  | 3  | 2  | 1  |

## Mannen elite

### Kalender en podia
| Datum      | Locatie                                                         | Cat. | Eerste             | Tweede            | Derde             | Leider in het klassement |         |
| ---------- | --------------------------------------------------------------- | ---- | ------------------ | ----------------- | ----------------- | ------------------------ | ------- |
| 25/10/2015 | Giro d’Italia Ciclocross Fiuggi, Fiuggi                         | C2   | Gioele Bertolini   | Nadir Colledani   | Marco Bianco      | Gioele Bertolini         | details |
| 01/11/2015 | Giro d’Italia Ciclocross Isola d'Elba, Portoferraio             | C2   | Cristian Cominelli | Nicolas Samparisi | Stefano Capponi   | Marco Bianco             | details |
| 06/12/2015 | Giro d’Italia Ciclocross Asolo, Asolo                           | C2   | Gioele Bertolini   | Enrico Franzoi    | Nicolas Samparisi | Gioele Bertolini         | details |
| 13/12/2015 | Giro d’Italia Ciclocross Montalto di Castro, Montalto di Castro | C2   | Cristian Cominelli | Nadir Colledani   | Nicolas Samparisi | Nadir Colledani          | details |
| 06/01/2016 | Giro d’Italia Ciclocross Roma, Rome                             | C2   | Gioele Bertolini   | Nadir Colledani   | Stefano Sala      | Nadir Colledani          | details |

### Eindstand
| Pos. | Renner             | Team                          | FIU | POR | ASO | CAS | ROM | Punten |
| ---- | ------------------ | ----------------------------- | --- | --- | --- | --- | --- | ------ |
| 1    | Nadir Colledani    | Trentino Cross Selle Smp      | 26  | 13  | 19  | 26  | 26  | 110    |
| 2    | Nicolas Samparisi  | CX Selle Smp Dama Focus Bikes | 7   | 26  | 22  | 22  | 16  | 93     |
| 3    | Gioele Bertolini   | Selle Italia Guerciotti Elite | 30  | –   | 30  | –   | 30  | 90     |
| 4    | Cristian Cominelli | Promo Cylcing                 | 5   | 30  | –   | 30  | 19  | 84     |
| 5    | Marco Bianco       | Team Cerone                   | 22  | 19  | 13  | 19  | –   | 73     |
| 6    | Stefano Capponi    | Pro Bike Riding Team          | 16  | 22  | 5   | 13  | 9   | 65     |
| 7    | Stefano Sala       | Selle Italia Guerciotti Elite | 19  | 9   | 3   | –   | 22  | 53     |
| 8    | Marco Ponta        | Trentino Cross Selle Smp      | 13  | 11  | –   | 16  | –   | 40     |
| 9    | Luca de Nicola     | S.S. Lazio Ciclismo           | 11  | 2   | –   | 11  | 6   | 30     |
| 10   | Yari Cisotto       | Tettamanti Bike Solution      | 9   | 7   | 1   | 7   | –   | 24     |

## Vrouwen elite

### Kalender en podia
| Datum      | Locatie                                                         | Cat. | Eerste              | Tweede          | Derde              | Leidster in het klassement |         |
| ---------- | --------------------------------------------------------------- | ---- | ------------------- | --------------- | ------------------ | -------------------------- | ------- |
| 25/10/2015 | Giro d’Italia Ciclocross Fiuggi, Fiuggi                         | C2   | Alice Maria Arzuffi | Chiara Teocchi  | Sara Casasola      | Alice Maria Arzuffi        | details |
| 01/11/2015 | Giro d’Italia Ciclocross Isola d'Elba, Portoferraio             | C2   | Chiara Teocchi      | Alessia Bulleri | Sara Casasola      | Chiara Teocchi             | details |
| 06/12/2015 | Giro d’Italia Ciclocross Asolo, Asolo                           | C2   | Eva Lechner         | Chiara Teocchi  | Anna Oberparleiter | Chiara Teocchi             | details |
| 13/12/2015 | Giro d’Italia Ciclocross Montalto di Castro, Montalto di Castro | C2   | Chiara Teocchi      | Alessia Bulleri | Sara Casasola      | Chiara Teocchi             | details |
| 06/01/2016 | Giro d’Italia Ciclocross Roma, Rome                             | C2   | Alice Maria Arzuffi | Eva Lechner     | Chiara Teocchi     | Chiara Teocchi             | details |

### Eindstand
| Pos. | Renster              | Team                                | FIU | POR | ASO | CAS | ROM | Punten |
| ---- | -------------------- | ----------------------------------- | --- | --- | --- | --- | --- | ------ |
| 1    | Chiara Teocchi       | Bianchi Idro Drain                  | 26  | 30  | 26  | 30  | 22  | 134    |
| 2    | Alessia Bulleri      | Vaiano-Fondriest-Autofan            | 19  | 26  | 19  | 26  | 19  | 109    |
| 3    | Sara Casasola        | Trentino Cross Selle Smp            | 22  | 22  | 6   | 22  | 16  | 88     |
| 4    | Rebecca Gariboldi    | Team Isolmant                       | 16  | 11  | 16  | 19  | –   | 62     |
| 5    | Alice Maria Arzuffi  | Selle Italia Guerciotti Elite       | 30  | –   | –   | –   | 30  | 60     |
| 6    | Eva Lechner          | Luna Pro Team                       | –   | –   | 30  | –   | 26  | 56     |
| 7    | Giovanna Michieletto | C.S. Libertas Scorzè                | 9   | 9   | 13  | 11  | 13  | 55     |
| 8    | Alessia Verrando     | Cadrezzate Guerciotti Verso L'Iride | 13  | 16  | 2   | 16  | –   | 47     |
| 9    | Elena Leonardi       | Trentino Cross Selle Smp            | 7   | 13  | 9   | 6   | 11  | 46     |
| 10   | Francesca Baroni     | Melavi Focus Bike                   | 5   | 7   | 3   | 13  | 9   | 37     |

Kampioenschappen:  Wereldkampioenschappen · 
 Europese kampioenschappen · 
 Belgische kampioenschappen · 
 Nederlandse kampioenschappen
Klassementen:  Wereldbeker · 
 Superprestige · 
 Bpost bank trofee · 
 EKZ CrossTour · 
 TOI TOI Cup · 
 Coupe de France
 National Trophy Series · 
 Giro d'Italia Ciclocross
Overig:  Soudal Classics
2011-2012 · 
2012-2013 · 
2013-2014 · 
2014-2015 · 
2015-2016 · 
2016-2017 ·
2017-2018 ·
2018-2019 ·
2019-2020 ·
2020-2021 ·
2021-2022